# Moenkhausia loweae
Moenkhausia loweae, conhecida popularmente como piaba ou lambari, é uma espécie de peixe caracídeo, pertencente ao gênero Moenkhausia. É endêmica ao Brasil, ocorrendo nos estados de Mato Grosso e Goiás. De acordo com a União Internacional para a Conservação da Natureza, seu estado de conservação é pouco preocupante.